# Paracilicaea setosa
Paracilicaea setosa är en kräftdjursart som beskrevs av Mueller 1995. Paracilicaea setosa ingår i släktet Paracilicaea och familjen klotkräftor. Inga underarter finns listade i Catalogue of Life.